# La Grande Rivière
Der La Grande Rivière (englisch La Grande River; in der Cree-Sprache: Chisasibi; übersetzt: „Der große Fluss“) ist ein Fluss im Nordwesten von Québec in Kanada, der im Hochland des nördlichen zentralen Québec entspringt und rund 900 km nach Westen fließt, um in die James Bay zu münden. Er ist der zweitlängste Fluss in Québec nach dem Sankt-Lorenz-Strom.
Ursprünglich entwässerte der La Grande Rivière eine Fläche von knapp 100.000 km² und hatte einen mittleren Abfluss von 1690 m³/s. Seit den 1980er Jahren wurden im Zuge des Ausbaus der Wasserkraft die Flüsse Eastmain und der Caniapiscau in den La Grande Rivière umgeleitet, dessen Einzugsgebiet sich als Folge auf über 175.000 km² vergrößerte. Der mittlere Abfluss verdoppelte sich auf mehr als 3400 m³/s.
Früher war der Fluss bekannt als „Fort George River“. Die Hudson’s Bay Company betrieb am Fluss bei Big River House von 1803 bis 1824 einen Stützpunkt. 1837 wurde ein großer Handelsposten bei Fort George auf einer Insel in der Flussmündung gegründet. Im frühen 20. Jahrhundert wurde dieser Posten ein Dorf, als die Cree von der James Bay-Region ihren nomadischen Lebensstil aufgaben und sich niederließen. Das moderne Creedorf Chisasibi, das Fort George 1980 ersetzte, liegt am Südufer des La Grande Rivière.
Die Pont Polaris an der Route Transtaïga überspannt den Fluss kurz vor dessen Mündung in den Stausee Réservoir La Grande 4.

## Nebenflüsse
Bedeutende Nebenflüsse des La Grande sind:
- Rivière Kanaaupscow
- Rivière Sakami
  - Rivière Eastmain (Überleitung)
  - Rivière Opinaca (Überleitung)
  - Rivière Rupert (seit November 2009 teilweise Überleitung)
- Rivière De Pontois
  - Rivière de la Corvette
- Rivière Laforge
  - Rivière Caniapiscau (Überleitung)

## Wasserkraft
Der Fluss wurde von Hydro-Québec seit 1974 im Baie-James-Wasserkraftprojekt stark mit Wasserkraftanlagen ausgebaut. Ein Gebiet von 9900 km² wurde mit Stauseen geflutet und fast der gesamte Abfluss des Rivière Eastmain wurde in das Einzugsgebiet des La Grande Rivière umgeleitet. Die folgenden Wasserkraftwerke befinden sich am La Grande Rivière und seinen Zuflüssen in der Reihenfolge von der Mündung zur Quelle:
- La Grande-1 (LG-1)
- Robert-Bourassa
- La Grande-2-A (LG-2-A)
- La Grande-3 (LG-3)
- La Grande-4 (LG-4)
- Laforge-1 (LF-1)
- Laforge-2 (LF-2)
- Brisay

Als Resultat der Entwicklung dieser Projekte verlor das Cree-Volk etwa 10 % ihrer traditionellen Jagd- und Trappergebiete. Der organische Quecksilbergehalt in den Fischen, die eines ihrer Nahrungsmittel sind, wächst an, weil es durch den steigenden Wasserspiegel in die Nahrungskette gelangt.